# Aubria subsigillata
Aubria subsigillata é uma espécie de anfíbio da família Pyxicephalidae.
Pode ser encontrada nos seguintes países: Camarões, Guiné Equatorial, Gabão e possivelmente em Nigéria.
Os seus habitats naturais são: florestas subtropicais ou tropicais húmidas de baixa altitude, marismas de água doce, marismas intermitentes de água doce, jardins rurais, florestas secundárias altamente degradadas e lagoas.